# Blönduvatnshæð
Blönduvatnshæð är ett berg i republiken Island. Det ligger i regionen Norðurland vestra, 160 km nordost om huvudstaden Reykjavík. Toppen på Blönduvatnshæð är 543 meter över havet.
Trakten runt Blönduvatnshæð är nära nog obefolkad, med mindre än två invånare per kvadratkilometer. Det finns inga samhällen i närheten. Trakten runt Blönduvatnshæð består i huvudsak av gräsmarker.